# 28e régiment d'infanterie territoriale
Le 28e régiment d'infanterie territoriale est un régiment d'infanterie de l'armée de terre française qui a participé à la Première Guerre mondiale.

## Création et différentes dénominations
Le régiment reçoit son numéro par décret du 19 mars 1875, en prévision de la mobilisation.

## Historique des garnisons, combats et batailles du28eRIT

### Première Guerre mondiale

#### Affectations
- 84e Division d'Infanterie Territoriale d'août 1914 à juillet 1915
- 60e Division d'Infanterie d'août à novembre 1918

#### 1914
- 25 août : bataille d'Haspres

nord d’Arras : travaux divers de défense autour de la ferme de Berthonval

#### 1915
Arras

#### 1918
Dissous et transformé en bataillons de pionniers en août.

## Drapeau
Il porte, cousues en lettres d'or dans ses plis, les inscriptions suivantes :
- Picardie 1914

## Personnages célèbres ayant servi au28eRIT
- Louis Andlauer, organiste et compositeur, en tant que sergent fourrier